# PFK Slavia Sofia
PFC Slavia Sofia (în bulgară ПФК Славия София) este o echipă de fotbal din Sofia, Bulgaria. Echipa susține meciurile de acasă pe Stadionul Slavia cu o capacitate de 32.000 de locuri.

## Jucători importanți
| - Aleksandăr Șalamanov - Dobromir Tașkov - Simeon Simeonov - Andrei Jeliazkov - Ceavdar Țvetkov - Bojidar Grigorov - Gheorghi Haralampiev - Aleksandăr Vasilev - Gheorghi Pacedjiev - Dimităr Largov - Krum Milev - Dimităr Blagoev | - Mladen Vasilev - Petăr Aleksandrov - Dimităr Baikușev - Iordan Iosifov - Vanio Kostov - Ivan Davidov - Gheorghi Țvetkov - Ivan Iliev - Stefan Kolev - Nasko Sirakov - Todor Pramatarov - Zdravko Zdravkov | - Martin Kușev - Blagoi Gheorghiev - Ceavdar Iankov - Todor Kolev - Dimităr Ranghelov - Asen Karaslavov - Zdravko Lazarov - Vuk Rašović - Velimir Ivanović - Budimir Đukić - Sead Halilagić - Jane Nikolovski |